# NGC 7701
NGC 7701 ist eine linsenförmige Galaxie vom Hubble-Typ S0 im Sternbild Fische auf der Ekliptik. Sie ist schätzungsweise 243 Millionen Lichtjahre von der Milchstraße entfernt und hat einen Durchmesser von etwa 115.000 Lichtjahren. 

Im selben Himmelsareal befinden sich u. a. die Galaxien NGC 7699, NGC 7700, NGC 7710, IC 1501.
Das Objekt wurde am 20. September 1784 von Wilhelm Herschel entdeckt.